# Muticaria macrostoma
Muticaria macrostoma é uma espécie de gastrópode  da família Clausiliidae.
É endémica de Malta.